# Abaetetuba
Abaetetuba là một đô thị thuộc bang Pará, Brasil. Đô thị này có diện tích 1610,7 km², dân số năm 2007 là 133316 người, mật độ 82,8 người/km².